# Lista conducătorilor Thuringiei

Blazonul Thuringiei

Aceasta reprezintă o listă a conducătorilor din Turingia, regiune istorică și politică din Germania Centrală.

## Regi ai Turingiei
- 450–500: Bisinus
- 500–530: Baderich
- 500–530: Berthachar
- 500–531: Herminafried
- c. 540: Fisud

Cucerirea francilor

## Duci franci ai Turingiei
Duci merovingieni
- 632–642: Radulf I, devenit „rege al Turingiei” după 641
- 642–687: Heden I
- 687–689: Gozbert
- 689–719: Heden al II-lea, fiul lui Heden I sau al lui Gozbert

Duci carolingieni
- 849–873: Thachulf, margraf în Marca sorabă
- 874–880: Radulf al II-lea, fiu Thachulf
- 880–892: Poppo, din familia Babenbergilor franconieni, dux Thuringorum în 892, destituit
  - 882–886: Egino, fratele lui Poppo
- 892–906: Conrad, strămoș al dinastiei Conradinilor
- 907–908: Burchard, ultimul duce, ucis în lupta cu maghiarii

## Margrafi de Turingia
- 1000–1002: Eckard I, margraf de Meissen din 985, asasinat
- 1002–1003: Wilhelm al II-lea, conte de Weimar
- 1046–1062: Wilhelm al IV-lea, nepot de fiu, margraf de Meissen
- 1062–1067: Otto, frate, margraf de Meissen
- 1067–1090: Ekbert al II-lea, ginere, conte de Braunschweig, asasinarea căruia în 1090 a dus la stingerea acestei ramuri.

## Landgrafi de Turingia

### Winzenburgeri
- 1111/1112–1122: Herman I de Radelberg-Winzenburg (d. 1122)
- 1122–1130: Herman al II-lea, fiu, asasinat în 1152

### Ludovingi
- 1031–1056: Ludovic cel Bărbos
- 1056–1123: Ludovic cel Beteag
- 1123–1140: Ludovic I (landgraf din 1131)

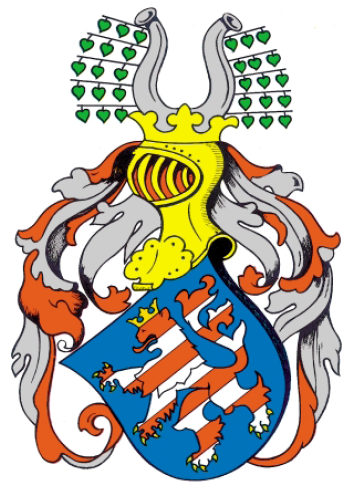
Blazonul landgrafului Albert al II-lea, în 1265

- 1140–1172: Ludovic al II-lea
- 1172–1190: Ludovic al III-lea
- 1190–1217: Herman I
- 1217–1227: Ludovic al IV-lea
- 1227–1241: Herman al II-lea
- 1241–1242: Henric Raspe

### Casa de Wettin
- 1242–1265: Henric cel Ilustru, margraf de Meissen și de Luzacia din 1221
- 1265–1294: Albert cel Degenerat, fiu, margraf de Meissen între 1288 și 1292, a vândut Turingia lui Adolf de Nassau

### Casa de Nassau
- 1294–1298: Adolf de Nassau, rege romano-german

### Casa de Habsburg
- 1298–1307: Albert I de Habsburg, rege romano-german

### Casa de Wettin
- 1298–1307: Diezmann, margraf de Luzacia între 1291 și 1303
- 1298–1323: Frederic I
- 1323–1349: Frederic al II-lea
- 1349–1381: Frederic al III-lea
- 1349–1382: Wilhelm I
- 1349–1406: Baltazar
- 1406–1440: Frederic al IV-lea
- 1440–1445: Frederic al V-lea
- 1445–1482: Wilhelm al II-lea
- 1482–1485: Albert
- 1482–1486: Ernest
- 1486–1525: Frederic al VI-lea
- 1525–1532: Ioan
- 1532–1547: Ioan Frederic I
- 1542–1553: Ioan Ernest
- 1554–1566: Ioan Frederic al II-lea
- 1554–1572: Ioan Wilhelm